# ストローバンティア (小惑星)
ストローバンティア (1124 Stroobantia) は小惑星帯に位置する小惑星。ベルギーの天文学者ウジェーヌ・デルポルトがベルギー王立天文台で発見した。
ベルギーの天文学者で、何度も観測が報告された「金星の衛星」（ネイト）が近くの恒星を見誤ったものであることを示したことなどで知られるポール・ストローバント（Paul Stroobant、1868年 - 1936年）に因んで命名された。